# Klečet
Klečet je naselje v Občini Žužemberk. Klečet leži med Draščo vasjo in Šmihelom.Je največja vas v Banovem.